# Duran Duran
Pour les articles homonymes, voir Duran Duran (homonymie) et Duran.
Duran Duran (prononcé /djʊˌræn djʊˈræn/) est un groupe de new wave britannique, originaire de Birmingham dans les Midlands de l'Ouest (Angleterre). Il fait partie un temps de la vague Nouveaux Romantiques associée à la new wave des années 1980. Le groupe est formé en 1978 par Nick Rhodes (claviers) et John Taylor (basse). Ils sont ensuite rejoints par Roger Taylor (batterie), Andy Taylor (guitare) et Simon Le Bon (chant). Les trois Taylor du groupe n'ont aucun lien de parenté entre eux, ni avec Roger Taylor (batteur du groupe Queen).
Les membres de Duran Duran ont changé au fil des années pour inclure à la guitare Warren Cuccurullo (1986-2001), en remplacement d'Andy Taylor, parti en 1986, et à la batterie Steve Ferrone (1986-1989, 1993) et Sterling Campbell (1989-1991), en remplacement de Roger Taylor, parti en 1985. À la suite du départ de Warren Cuccurullo en 2001, le groupe revient à sa formation initiale. Andy Taylor quitte de nouveau les « Fab Five » durant l'été 2006.
En 2007, alors que Duran Duran reçoit un Brit Award d'honneur pour l'ensemble de sa carrière, le magazine américain Billboard indique que les ventes du groupe dépassent 80 millions d'albums dans le monde. D'autres sources indiquent des ventes à hauteur de 100 millions de disques.
Parmi leurs plus grands succès, il y a The Reflex, Rio, Save a Prayer, A View to a Kill (coécrite avec John Barry et bande originale du film Dangereusement vôtre de la série James Bond), Girls on Film, Planet Earth, Is There Something I Should Know ?, All She Wants is, Ordinary World, Notorious (qui figure dans le film Donnie Darko), Do You Believe in Shame? (qui figure dans le film Tequila Sunrise), ou encore Out Of My Mind (qui figure dans le film Le Saint). Duran Duran est aussi connu pour la qualité de ses clips vidéo.

## Biographie

### Formation difficile (1978-1980)

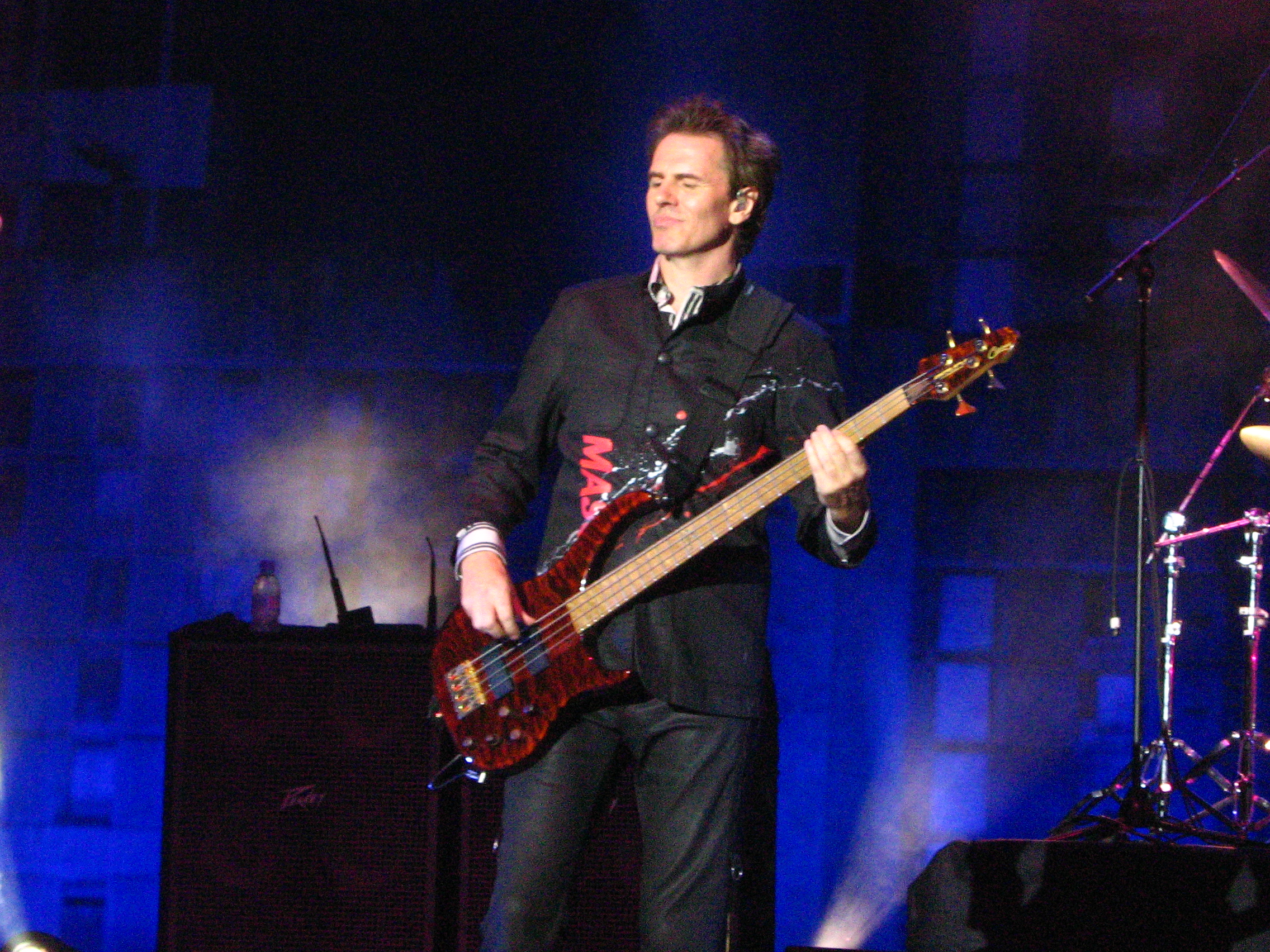
Le bassiste John Taylor, membre fondateur du groupe.

En 1978, alors qu'ils n'avaient pas encore 18 ans, Nigel John Taylor et Nick Rhodes (de son vrai nom Nicholas James Bates) forment le groupe Duran Duran à Birmingham, une ville du centre de l'Angleterre. Le nom du groupe vient du savant fou Dr Durand Durand du film franco-italien de 1968 Barbarella de Roger Vadim. Ils avaient un temps songé à se nommer RAF (pour Royal Air Force). Steven Duffy, que John Taylor a rencontré à l'University of Central England in Birmingham, se joint ensuite au groupe. Ils commencent à faire des répétitions : Nick est au clavier et boîte à rythmes, John Taylor à la guitare alors que Steven chante en jouant de la basse. Le 5 avril 1978, ils se produisent tous les trois sur la scène de l'amphithéâtre de l'université, devant seulement une dizaine de personnes. Quelques jours plus tard, Simon Colley, un employé de restauration ami de Nick et Nigel, rejoint lui aussi la formation comme clarinettiste. Alors qu'ils sont en concert dans la boîte de nuit Barbarella's, ils rencontrent Roger Taylor, venu soutenir un autre groupe qui s'y produit.
En 1979, Simon Colley et Steven Duffy quittent le groupe pour fonder The Subterranean Hawks avec d'autres artistes de Birmingham. Nick Rhodes et John Taylor cherchent alors désespérément un chanteur. Ils le trouvent en la personne d'Andy Wickett, qui est jusqu'alors membre de TV Eye. Ce dernier accepte et ils commencent à répéter dans le squat dans lequel réside Andy Wickett. Ironiquement, les Subterranean Hawks répètent eux aussi dans l'immeuble et se moquent souvent des membres de Duran Duran qui sont moins « rock » qu'eux et trop marqué disco. Un jour, ils retrouveront même l'inscription « Le Disco ça pue » inscrit en rouge sang sur leur porte. Peu importe, Duran Duran continue de répéter et commence à développer des pièces qui deviendront leurs futures chansons, comme Girls on Film.

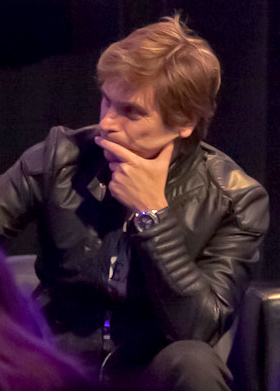
Le batteur Roger Taylor, ici en 2011, a rejoint le groupe en 1979.

Le groupe cherche alors un batteur. Dans une soirée, alors qu'il est ivre, Andy Wickett accoste Roger Taylor, à l'époque batteur de deux groupes punk : les Crucified Toad et Scent Organs. Roger voit tout de suite qu'il a les mêmes influences que Nick Rhodes et John Taylor : The Cure, Siouxsie and the Banshees, etc.
En septembre 1979, le groupe parvient à financer une maquette de quatre titres produits par Bob Lamb, producteur notamment du groupe UB40, lui aussi originaire de Birmingham. John Taylor, qui suit alors des cours de dessin à l’University of Central England in Birmingham réalise lui-même l’artwork de cette maquette pour l'envoyer à des maisons de disques. Alors que John Taylor doit assurer la basse et la guitare durant les concerts, il convainc le reste du groupe de la nécessité de recruter un guitariste. Ils passent une annonce. Le Londonien Alan Curtis rejoint alors le groupe. Mais tout va se compliquer pour le groupe lors d'un concert à la fac de Birmingham où le public lance du ketchup sur le groupe. Humilié, Andy Wickett décide de quitter le groupe. Il est alors remplacé par Jeff Thomas, chanteur de l'ancien groupe de John Taylor, Scent Organs.
Alors qu'aucun label n'a répondu positivement à leur maquette, le groupe continue à travailler leurs premières chansons et jouent dans des boîtes de nuit de Birmingham, comme le Rum Runner, où ils travailleront comme portier, ramasseur de verres, bricoleur et homme à tout faire, cuisinier et DJ. Le groupe peut par ailleurs répéter ses chansons sur une vraie scène. Cependant, tout cela n'est pas vraiment du goût de Jeff Thomas et Alan Curtis, qui ne s'entendent pas trop avec les frères Berrow, propriétaires du Rum Runner. Alan Curtis ne participera même pas au premier concert du groupe dans la boîte, le 12 mars 1980. Nick Rhodes, John et Roger Taylor se retrouvent donc rapidement à trois. Ils passent une annonce dans Melody Maker pour trouver un guitariste et un chanteur. Andy Taylor, pourtant originaire de Tynemouth à 300 km de Birmingham, se rend à l'audition au Rum Runner. Lorsqu'il arrive sur les lieux, il entend Duran Duran qui répète et est d'emblée attiré par leur son : « j'ai pensé « Bon Dieu, c'est excellent ! ». Andy s'intègre par la suite au groupe, aidé par John et Roger, alors que Nick Rhodes est assez distant avec lui : « Nick ne m'appréciait pas parce que je portais un jeans, mais Roger et Nick s'en foutaient »,. Cette distance entre Andy et Nick préfigure certains conflits à venir dans l'histoire du groupe.

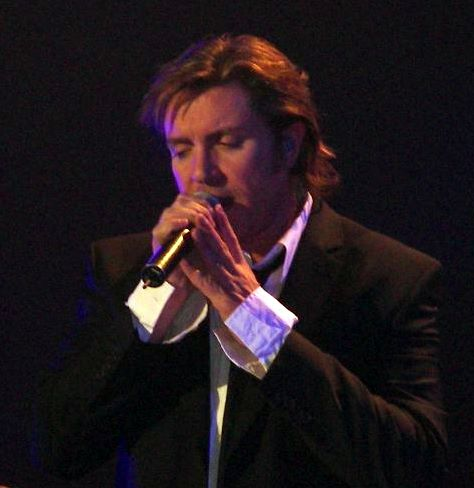
Le chanteur Simon Le Bon, ici en 2005, a rejoint le groupe en 1980.

Par l'intermédiaire d'une barmaid du Rum Runner, le groupe fait la connaissance du chanteur Simon Le Bon en mai 1980. Il est alors intégré à la formation, qui programme rapidement des concerts dans la boîte de nuit pour juillet 1980. Le groupe signe alors un contrat officiel de management avec les frères Berrow, propriétaires du Rum Runner, via la société Tritec Music,. Le 9 juillet 1980, le groupe se produit alors pour la première fois dans sa formation historique : Simon Le Bon au chant, Nick Rhodes au clavier, John Taylor à la basse, Roger Taylor à la batterie et Andy Taylor à la guitare.

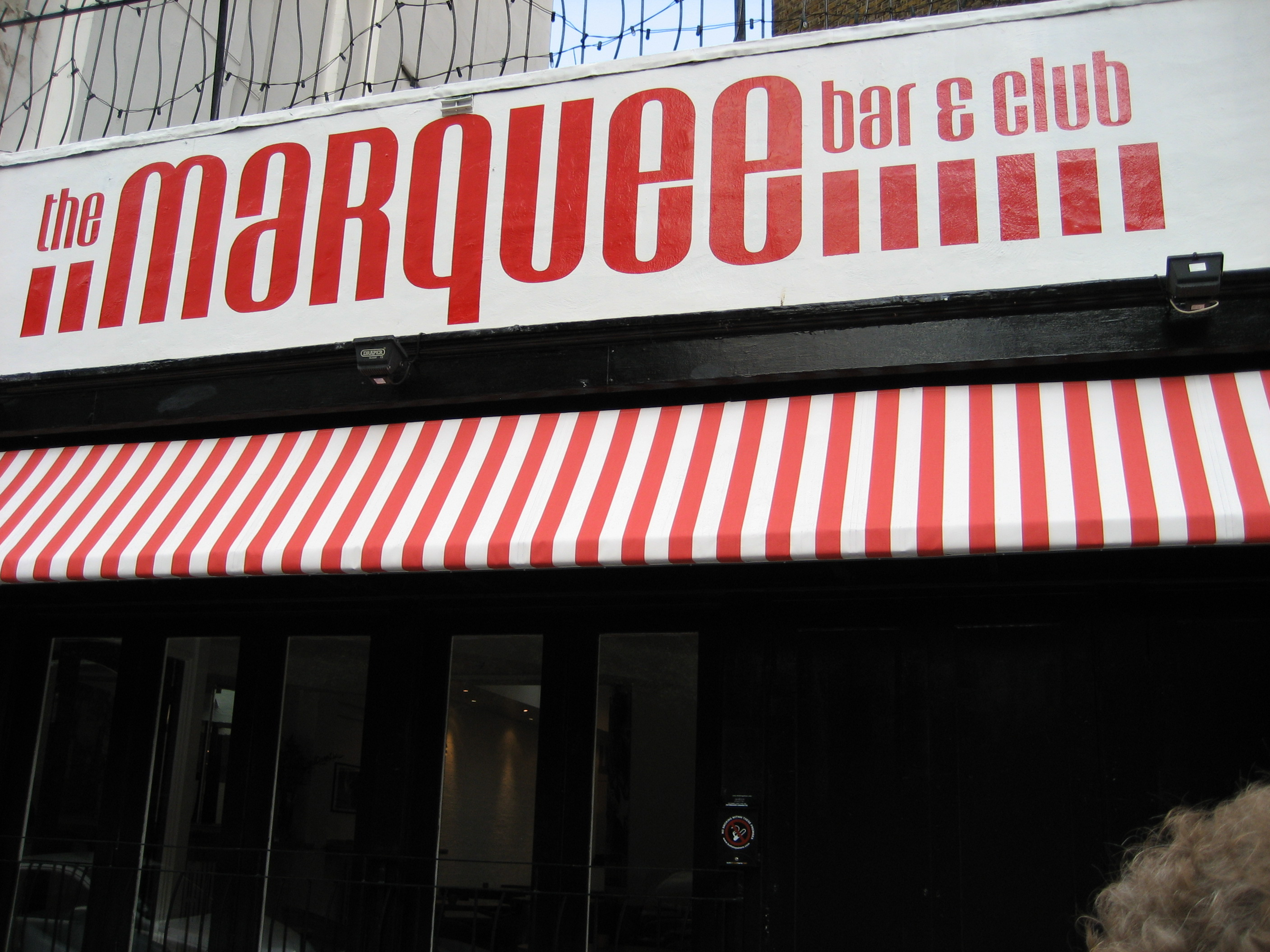
Le Marquee Club de Londres, ici en août 2007.

En juillet 1980, le groupe peaufine certaines de ses futures chansons, dont Tel Aviv et une nouvelle version de Girls on Film, qui figureront sur le premier album studio de 1981, Duran Duran. Ils se produisent par ailleurs dans le prestigieux night-club londonien le Marquee Club. Mais le groupe n'a toujours pas de label et cherche en vain à faire la première partie d'autres artistes, faute de moyens financiers. C'est alors que Michael Berrow, l'un des propriétaires du Rum Runner vend sa maison et avec les 15 000 £ finance une tournée du groupe qui réalise, dès novembre 1980, les premières parties de Hazel O'Connor. Le succès est au rendez-vous et un mois plus tard, des labels comme Phonogram et EMI s’intéressent fortement au groupe. Duran Duran choisit le second car c'était le label des mythiques Beatles. Le groupe obtient un contrat où il garde un contrôle artistique total. C'est à cette époque que Nigel John Taylor prend officiellement le nom de John Taylor et Nick celui de Nick Rhodes (après avoir été crédité Dior sur certaines démos).
Le groupe entre rapidement en studios (ceux d'EMI à Manchester Square) et enregistrent plusieurs chansons. L'enregistrement de ces titres sera fortement marqué par l'assassinat de John Lennon le 8 décembre 1980. Par ailleurs, le groupe n'est pas satisfait des démos et fait donc appel à l'ingénieur du son et producteur Colin Thurston. Le groupe enregistre ensuite au studio Red Bus de Londres les titres Planet Earth et Careless Memories dans leurs versions quasi définitives. Ils continuent l'enregistrement dans d'autres studios (Utopia Studios et Chipping Norton).

### Débuts remarqués (1981-1982)
Le 2 février 1981, Duran Duran sort son premier single, Planet Earth, qui entre d'emblée dans le Top 20 britannique. En mars 1981, le groupe apparait dans la célèbre émission britannique Top of the Pops sur BBC One. Le second single, Careless Memories, sort le 20 avril 1981.
Ils éditent leur premier album studio homonyme du groupe Duran Duran le 15 juin 1981. Il se vend à plus de 2,5 millions d'exemplaires et atteint la 3e place du UK Albums Chart. Le troisième et dernier single tiré de l'album est Girls on Film, sorti le 13 juillet. Il entre dans le top 5 anglais. Le clip est censuré, notamment par la BBC, ce qui contribue au succès mondial de ce titre. Ils entament une première tournée mondiale, le Faster Than Light tour, qui débute par l'Europe. En France, le groupe se produit au Captain Video à Paris le 8 septembre 1981 mais le public ne se montre pas enthousiaste. Le chanteur Simon Le Bon garde un très mauvais souvenir de ce premier concert français : « Non seulement nous n'étions pas très bons face à un public endormi, mais au beau milieu du set une vieille pocharde est montée sur scène et a commencé à proférer des obscénités ! »
Le 16 septembre 1981, Duran Duran commence sa tournée en Amérique du Nord à New York. Lors d'un concert au Savoy Theatre, ils rencontrent Andy Warhol.
Après la sortie du single My Own Way en novembre 1981, Duran Duran commence à obtenir une reconnaissance mondiale grâce à son deuxième album Rio, sorti en mai 1982. Celui-ci engendre trois hits que sont Hungry Like the Wolf (le 4 mai), Save a Prayer (le 9 août) et la chanson-titre Rio (le 1er novembre). La tournée Rio Tour passe par l'Australie, le Japon, les États-Unis, le Canada et l'Europe.

### «Fab Five» (1983-1985)
Au milieu de l'année 1983, alors que l'album Rio est un succès aux États-Unis, le groupe ré-édite son premier album homonyme Duran Duran avec l'ajout d'un nouveau single; Is There Something I Should Know? (en mars 1983), qui rentre directement numéro un au Royaume-Uni et atteint la quatrième place au Billboard Hot 100. À cette période, Nick Rhodes produit également un autre tube : Too Shy du groupe anglais Kajagoogoo.
En mai 1983, le groupe s'exile dans un château dans le sud de la France puis à Montserrat et Sydney pour enregistrer et mixer le troisième album, Seven and the Ragged Tiger (réalisé en novembre). Cet album engendre trois singles, Union of the Snake (en octobre 1983), New Moon on Monday (en janvier 1984) et surtout The Reflex (en avril 1984) qui devient vite un succès mondial. Le titre de l'album se réfère aux cinq membres du groupe et à leurs deux managers (les frères Berrow) qui espèrent une renommée mondiale avec cet album. Ce fut le cas. Son succès est tel que le groupe est baptisé les « Fab Five », en référence aux Beatles, les « Fab Four ».
Véritable phénomène médiatique, Duran Duran entreprend la tournée Sing Blue Silver Tour aux États-Unis et est le premier groupe à utiliser la vidéo sur scène. La tournée est filmée et donne le document Sing Blue Silver ainsi que l'album live Arena, en novembre 1984, qui comprend le tube The Wild Boys, sorti en octobre 1984. En février 1985, le groupe ré-édite aux États-Unis le tube Save a Prayer, ignoré lors de sa première parution en 1982. Un nouveau clip de Girls on Film est diffusé, tiré directement du film Arena (An Absurd Notion) réalisé par Russell Mulcahy. Moins choquant, moins érotique mais tout aussi efficace.
Nick Rhodes publie Interference, un livre de photographies entièrement prises avec un polaroid et finit par rencontrer son idole de toujours Andy Warhol. Ce livre est pour Nick une sorte première étude « scolaire », la seconde se présentera quelques mois plus tard avec le groupe Arcadia.
En mai 1985, le groupe sort A View to a Kill, pour la bande originale du 14e film de James Bond, Dangereusement vôtre (A View to a Kill en version originale). Ce single est numéro un dans le monde entier. C'est d'ailleurs à l'époque la première chanson d'un James Bond qui est numéro 1 aux États-Unis.
Au plus haut de sa notoriété, Duran Duran se scinde en deux projets. D'un côté Simon Le Bon, Nick Rhodes et John Taylor (et des invités de prestige tels que Sting, David Gilmour, Grace Jones…) forment Arcadia avec l'album So red the rose et le single Election Day. Le nom du groupe vient d'un tableau de Nicolas Poussin, Et in Arcadia ego. De l'autre John Taylor et Andy Taylor, en collaboration avec Robert Palmer et Tony Thompson, forment The Power Station avec un album du même nom et le single Some like it hot. Pour cette formation, le nom du groupe vient directement du célèbre studio d'enregistrement new-yorkais du même nom.
Duran Duran se regroupe pour le concert du Live Aid le 13 juillet 1985 au John F. Kennedy Stadium de Philadelphie, mais ça sent la séparation. C'est le dernier concert avec la formation originale. Les membres sont davantage intéressés à leurs nouveaux projets qu'à revenir au sein de Duran Duran. Le bassiste John Taylor a ainsi chanté en solo la chanson I Do What I Do… sur la bande originale de 9 semaines 1/2.

### Déclin progressif (1986-1992)

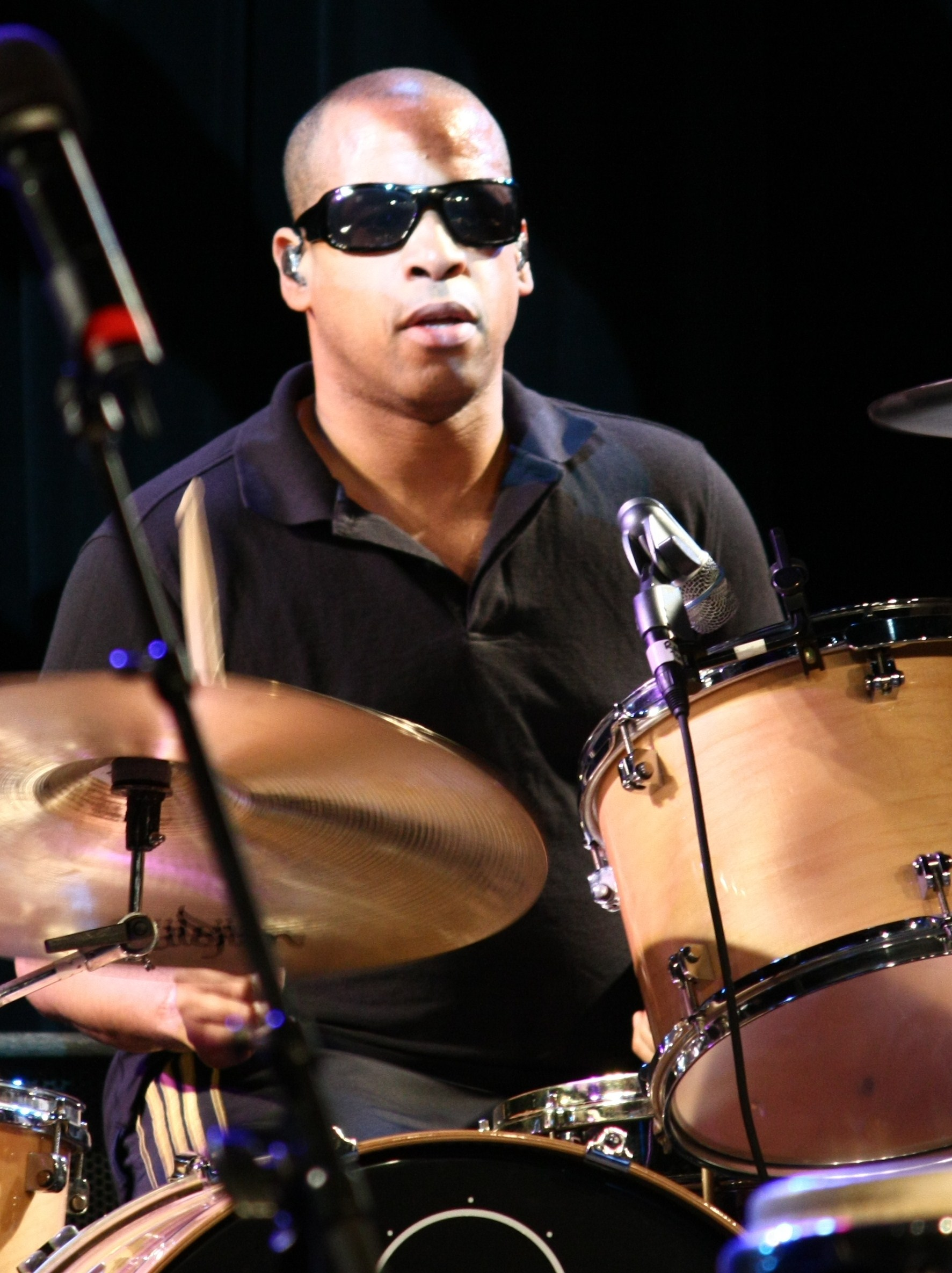
Sterling Campbell, ici en 2009, est devenu membre du groupe en 1988-1989.

Après une pause d'un an, Duran Duran reprend du service en 1986 sans deux de ses membres fondateurs, Roger Taylor et Andy Taylor. Le groupe est donc réduit à un trio : Simon Le Bon, Nick Rhodes et John Taylor, sans batteur ni guitariste. Andy Taylor prendra quand même part à certaines sessions d'enregistrement du nouvel album studio, Notorious, mais n'est plus en accord avec la nouvelle direction musicale du groupe. Il se tournera sans succès vers une carrière solo plus rock, mais collaborera avec son ancien collègue de The Power Station, Robert Palmer, pour l'album solo de ce dernier qui eut un grand succès. Quant à Roger Taylor, il ne supporte plus la pression médiatique et les tournées et se retire avec femme et enfants dans le Gloucestershire.

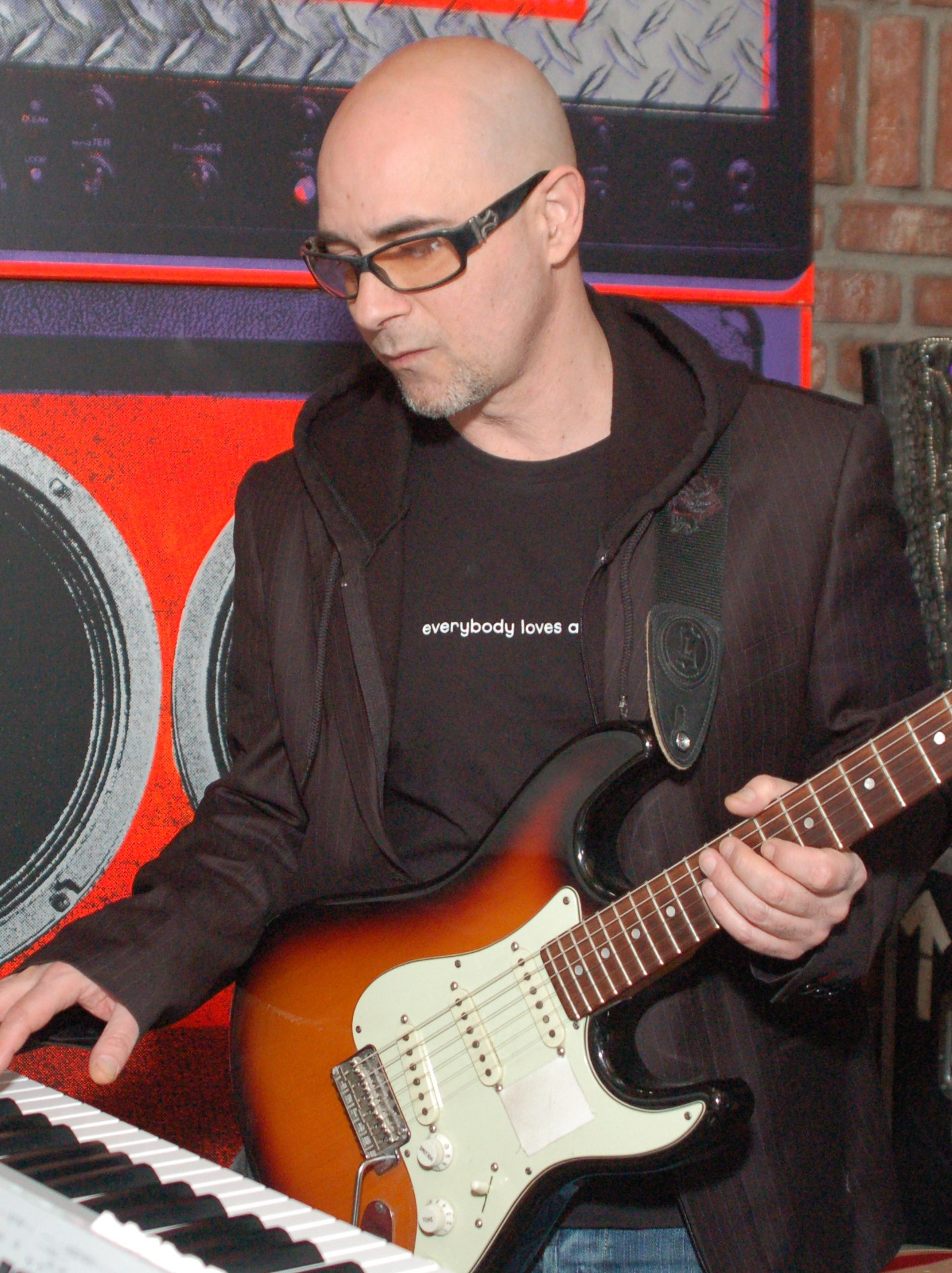
Le guitariste Warren Cuccurullo rejoint le groupe dès 1986.

Le guitariste Warren Cuccurullo, collaborateur de Frank Zappa ou encore The Missing Persons rejoint le trio. Steve Ferrone, un batteur de studio réputé ayant notamment joué avec David Bowie, fait de même. L'album sort en novembre avec trois singles Notorious (octobre 1986), Skin Trade (février 1987) et Meet El Presidente (avril 1987). Un film documentaire en noir et blanc, Three to get ready, montre les coulisses de l'enregistrement de l'album. Le groupe sort également un concert en VHS, Working For The Skin Trade.
En 1987, Duran Duran entame la tournée mondiale Strange Behaviour Tour, toujours avec Warren Cuccurullo à la guitare et Steve Ferrone à la batterie.
En octobre 1988, l'album Big Thing est lancé avec les singles I Don't Want Your Love (septembre 1988), All She Wants Is (décembre 1988) et Do You Believe In Shame? (avril 1989), avec à la batterie Steve Ferrone et Warren Cuccurullo à la guitare. Le groupe entame ensuite une nouvelle tournée mondiale : Big Live Thing Tour. Warren Cuccurullo et Sterling Campbell deviennent alors des membres permanents de Duran Duran.
En novembre 1989, Duran Duran sort Decade: Greatest Hits, sa première compilation, promue par le megamix-single Burning the Ground. La construction de ce single met en avant le sampling de nombreux titres du groupe depuis ses débuts. Seul Simon Le Bon y ajoute quelques variantes vocales sans toutefois dénaturer la chanson. Le clip qui l'accompagne reflète parfaitement chaque titre repris. Cette deuxième partie des années 1980 est moins fructueuse pour le groupe en termes de succès ; mais sa musique se tourne néanmoins vers des compositions plus recherchées et plus intimistes.
En août 1990, Duran Duran lance son sixième album Liberty avec les singles Violence of Summer (Love's Taking Over) (juillet 1990) et Serious (octobre 1990). Pour la première fois, le groupe choisit de ne pas faire de tournée pour soutenir l'album, qui ne reçoit pas le succès escompté de par le monde.
À la fin de 1990, Sterling Campbell quitte le groupe pour partir en tournée avec David Bowie. Dans les mois qui suivent, le groupe se met au travail pour la sortie d'un nouveau disque.

### Retour sur le devant de la scène musicale (1993-1996)
En février 1993, un nouvel album éponyme, Duran Duran, voit le jour. Pour le différencier du précédent album homonyme du groupe en 1981, cet opus est surnommé The Wedding Album, en référence aux photographies de mariés de la pochette (qui sont les parents des membres du groupe). Duran Duran fait son grand retour dans les charts avec Ordinary World (janvier), qui devient un énorme tube dans le monde. Il est suivi par deux autres singles : Come Undone (avril) et Too Much Information (août).
Fort de ce succès, Duran Duran se lance dans une longue tournée mondiale, Dilate your mind tour, qui se termine en 1994. Le groupe est alors honoré d'une étoile sur le Hollywood Walk of Fame.
Durant le Dilate Your Mind tour, Duran Duran commence déjà à travailler sur leur prochain album qui sera un album de reprises, sur lequel les membres du groupe rendent hommage à leurs influences musicales de leur adolescence. Thank You sort donc en avril 1995. Outre les singles Perfect Day (mars) et White lines (en juin), on peut y entendre des reprises de Led Zeppelin, Elvis Costello, Bob Dylan, Public Ennemy, Iggy Pop, The Doors, The Temptations, Grand Master Flash & The Furious Five et Sly and The Family Stone. Lors de la tournée qui accompagne l'album, le groupe reprend également Rebel Rebel de David Bowie. Sur certaines « faces B » des singles, ils rejouent également The Needle and The Damage Done de Neil Young ou encore Diamond Dogs de David Bowie. Bien qu'ayant quitté le groupe en 1985, Roger Taylor renoue avec la formation et joue sur deux chansons de l'album, dont le single Perfect Day, et apparait même dans le clip.
À la fin de l'année 1996, le bassiste et cofondateur de Duran Duran John Taylor décide de quitter le groupe pour une carrière solo. Warren Cuccurullo le remplacera en studio. John collabore néanmoins avec eux sur trois titres qui se retrouveront sur Medazzaland avant de les quitter. Il crée le groupe Neurotic Outsiders avec Steve Jones (ex-Sex Pistols), Matt Sorum et Duff McKagan (ex-Guns N' Roses). Un unique album éponyme sortira de cette éphémère association. Cette année-là, The Power Station se reforme également avec un deuxième album intitulé Living In Fear, mais sans John Taylor.

### Nouvelle période de déclin (1997-2001)
Duran Duran redevient un trio : Simon Le Bon (chant), Nick Rhodes (clavier) et Warren Cuccurullo (guitare et basse). Sans batteur ni bassiste permanents, ils commencent néanmoins à travailler sur un nouvel album. Il s'intitule Medazzaland et sort en octobre 1997. Il contient le single Out of My Mind (mars 1997), qui sera utilisé dans le film Le Saint. Le second single Electric Barbarella sort en septembre 1997 mais est aussi téléchargeable sur Internet. Duran Duran est ainsi le premier groupe à utiliser cette méthode.
Medazzaland est le premier et seul album à ce jour des Duran Duran à ne pas sortir dans le monde entier. En effet, cet album ne sortira qu'en Amérique du Nord et au Japon, après la rupture du contrat avec EMI, après 17 ans de collaboration. Malgré tout, Duran Duran entame une tournée américaine baptisée Ultra Chrome, Latex and Steel tour avec Wes Wehmiller (ancien de Missing Persons) à la guitare basse et Steve Alexander à la batterie.
Le site internet de Duran Duran est lancé. En 1998, malgré la rupture du contrat, EMI sort deux compilations : Night Versions: The Essential Duran Duran (en mars) qui reprend tous les hits du groupe en versions rallongées « boîte de nuit », puis Greatest (en novembre) qui regroupe tous leur tubes et Electric Barbarella, inédit au Royaume-Uni. Le groupe entame le Greatest and Latest Hits tour au Royaume-Uni, puis le Let it Flow tour aux États-Unis, toujours avec Wess Wehmiller à la basse et Steve Alexander à la batterie.
En mars 1999, EMI sort une nouvelle compilation, cette fois-ci de remixes, intitulée Strange Behaviour. Duran Duran signe chez Hollywood Records, filiale de The Walt Disney Company, et commence à préparer son nouvel album. En juin 2000, Duran Duran propose donc Pop Trash. Malgré les éloges de certaines critiques, cet album ne connaît que très peu de succès (135e position au Billboard) et ne contient qu'un seul single, Someone Else Not Me, sorti en mai. Ce titre sera enregistré en espagnol et deviendra Alguien que no soy yo et en français, Un autre que moi. La vidéo du single est la première au monde à être totalement faite avec des animations flash.
Le groupe commence le Pop Trash Tour aux États-Unis avec le bassiste Wes Wehmiller et le batteur Joe Travers (collaborateur de Frank Zappa). Elle est suivie par une tournée de Noël en Angleterre, marquée par l'utilisation pour la première fois de la réalité augmentée, une technologie graphique en 2D et 3D avec effets visuels qui permettent à des personnages animés d'apparaitre sur scène avec le groupe, comme Elvis Presley pendant Hallucinating Elvis.
En 2001, Duran Duran continue son Pop Trash Tour en Europe de l'Est et retourne aux États-Unis pour le Close Up Tour qui termine la tournée pour l'album. Durant cette période Simon Le Bon retrouve John Taylor et parle d'une possible reformation avec le « line-up » original. Malgré cette nouvelle qui commence à faire grand bruit, le groupe termine la tournée avec Warren Cuccurullo au Japon en juin 2001. Ce sont les derniers concerts de Cuccurullo avec les Duran Duran, qu'il quitte définitivement au milieu de l'année 2001, après une collaboration qui a duré 15 ans et produit sept albums. Cela laissera le champ libre au retour des anciens membres. Toujours en 2001, les rapports avec Hollywood Records sont compliques. Nick Rhodes expliquera plus tard : « Jamais un endroit n'a aussi peu ressemblé à une maison de disques : sept nains baraqués tenaient le bâtiment. Vous écoutez ces gens et finalement, vous vous rendez compte de l'ironie de la situation : une grande paire d'oreilles leur sert de logo alors que personne chez eux n'a d'oreille. »
Les anciens membres John Taylor, Andy Taylor et Roger Taylor rejoignent alors Nick Rhodes et Simon Le Bon pour reformer Duran Duran, première mouture.

### Retour du succès et des Fab Five (2002-2006)
Tout au long de l'année 2002, le groupe travaille sur un nouvel album. En juillet de cette même année, Nick Rhodes retrouve Stephen Duffy, premier chanteur de Duran Duran pour former le groupe éphémère The Devils et sortir l'album Dark Circles.
En 2003, pour célébrer les 25 ans de Duran Duran, le groupe part en tournée au Japon, aux États-Unis, en Angleterre… Cette période et cette tournée marquent le retour de tous les membres originaux, qui ne s'étaient pas réunis depuis 18 ans ; alors que Duran Duran dominait les charts du monde entier. Les billets se vendent en quelques minutes et des dates doivent ainsi être rajoutées. Le groupe rejoint en première partie Robbie Williams durant sa tournée en Australie et Nouvelle-Zélande. En même temps que la tournée, le groupe peaufine l'écriture du nouvel album. EMI en profite pour sortir des rééditions remastérisées des albums Rio, Duran Duran et Seven and the Ragged Tiger et également un coffret de 13 singles de la période 1981-1985.
En mars 2004, une chanson inédite, Beautiful Colors, est présentée lors d'un montage vidéo lors de la cérémonie des 100 ans de la FIFA. En avril 2004, Duran Duran fait son grand retour au Royaume-Uni avec 17 dates « sold out » dont 5 concerts à la Wembley Arena de Londres. Les deux derniers concerts sont filmés pour un futur DVD.
Fort de ce renouveau, le groupe signe chez Epic Records et sort l'album Astronaut en octobre 2004. Le dernier album avec les membres d'origine était Seven and the Ragged Tiger sorti en de 1983. Le premier single, (Reach Up for The) Sunrise, entre directement dans les premières places des charts mondiaux. Le groupe se lance dans une tournée promotionnelle interminable à travers le monde.
Le documentaire Sing Blue Silver est réédité en DVD tout comme le film/concert Arena/Making of Arena. De son côté, EMI sort le deuxième coffret constitué des singles de la période 1986-1995.
En janvier 2005, What Happens Tomorrow, le deuxième single extrait de Astronaut sort. Duran Duran entame son Astronaut Tour aux États-Unis avec un passage au Madison Square Garden de New York, suivi d'une tournée d'été en Europe qui passe par le Live 8 en juillet au Circus Maximus de Rome. Elle se poursuit au Japon pour se terminer en décembre au Royaume-Uni avec deux concerts au Earls Court de Londres. Le film Live from London, enregistré lors de la tournée britannique d'avril 2004, est diffusé dans les salles de cinéma à travers les États-Unis. Après avoir marqué une pause, Duran Duran repart en studio pour écrire le successeur d’Astronaut. Mais l'album, devant s'intituler Reportage, ne verra jamais le jour à cause de différends musicaux entre les membres.
En février 2006, le groupe donne un concert aux Jeux olympiques de Turin. En août, Duran Duran donne un concert à Monaco pour la Croix-Rouge où ils reprennent à leur sauce Instant Karma! de John Lennon, reprise incluse sur la compilation-hommage pour le compte d'Amnesty International, Campaign to Save Darfur. C'est le dernier concert avec le guitariste Andy Taylor, qui annonce son départ quelques mois plus tard. Il rejette la nouvelle direction musicale que le groupe souhaite amorcer, pas assez rock à son goût. Les Duran Duran se retrouvent donc à quatre : Simon Le Bon, Nick Rhodes, John Taylor et Roger Taylor et sans guitariste permanent. Le groupe décide ensuite de travailler avec les producteurs rap et RnB Timbaland et Danja ainsi qu'avec Justin Timberlake pour leur album suivant. À la fin de l'année 2006, Duran Duran entame une mini tournée en Europe de l'Est et aux États-Unis avec Dom Brown à la guitare.

### Nouvel album moins bien accueilli (2007-2009)
En début de 2007, le groupe rentre en studio à Londres pour finaliser l'album. En juillet, Duran Duran effectue deux prestations dans le nouveau Stade Wembley à Londres. La première est un concert en hommage à Diana et la deuxième pour le Live Earth. Duran Duran est le seul groupe à participer aux deux événements. En novembre, le groupe procède à une série de 10 concerts au Théâtre Ethel Barrymore à Broadway pour le lancement de leur nouvel album Red Carpet Massacre. Un seul single sort, Falling Down, et l'album, au contraire de son prédécesseur, ne connaît que peu de succès. En décembre 2007, Duran Duran donne un seul et unique concert au Lyceum Theatre de Londres.
En mars 2008, Duran Duran donne le coup d'envoi de son Red Carpet Massacre World Tour en Nouvelle-Zélande. La tournée continue en passant par l'Australie, l'Asie puis les États-Unis. À l'été 2008, le Red Carpet Massacre World Tour passe en Europe. Deux concerts spéciaux ont lieu à Paris durant cette tournée d'été. Le premier a lieu en juin au Musée du Louvre. Duran Duran est ainsi le premier groupe à être autorisé à jouer dans le musée. Le deuxième est un concert privé qui a lieu en juillet à La Cigale avec Mark Ronson. Fin 2008, la tournée passe en Amérique du Sud pour se terminer en décembre aux États-Unis.
En début de 2009, ils se retrouvent avec Mark Ronson en studio à Londres pour enregistrer leur 13e album studio. Juin-juillet 2009, Duran Duran entame le Summer Tour 2009, une mini tournée d'été avec des dates en Russie, aux États-Unis pour finir en Angleterre. EMI ressort en double édition deluxe et limitée l'album Rio avec de nombreux bonus et en double vinyle édition limitée, ainsi que le DVD-CD Live at Hammersmith '82! le 21 septembre 2009.

### Retour à la formule gagnante (2010-2012)

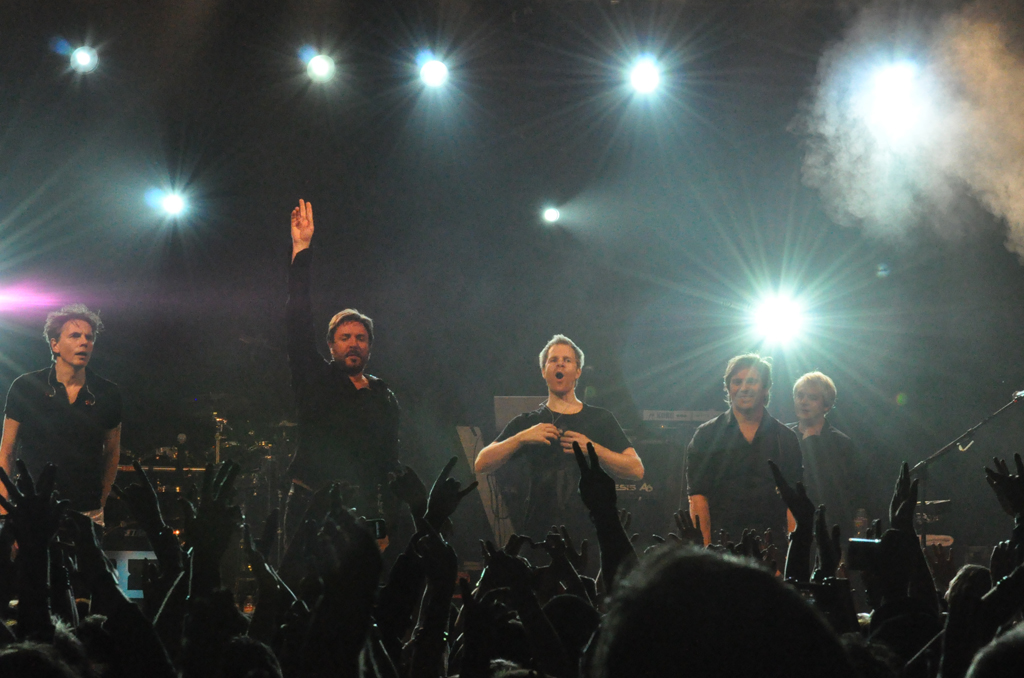
Duran Duran en mars 2011 à Austin pour le festival South by Southwest.

En janvier 2010, Duran Duran enregistre une reprise de Boys Keep Swinging pour l'album collectif de reprises de David Bowie, We Were So Turned On, qui sort le 14 septembre 2010. EMI continue les ré-éditions « deluxe » des anciens albums de Duran Duran. Le 29 mars 2010, le premier album éponyme Duran Duran et Seven and the Ragged Tiger sortent en édition deluxe deux CD avec des bonus, en coffret deux CD + DVD avec posters et cartes postales et en double vinyle édition limitée. Le 27 septembre 2010, c'est au tour des albums Notorious et Big Thing de sortir avec les mêmes caractéristiques que les précédentes rééditions. En septembre 2010, Duran Duran annonce sur son site officiel le nom de son treizième album : All You Need Is Now, produit par Mark Ronson. Il sort le 21 décembre 2010 en téléchargement légal sur iTunes. Une version spéciale pour l'Europe, intitulée From Mediterranea With Love, contient 3 titres bonus dont deux « live ». Une version collector CD Deluxe et vinyle sort le 22 mars 2011 avec des titres bonus.
Ce nouvel album connaît d'emblée un engouement que le groupe n'avait pas rencontré depuis des années. Il est salué autant par la critique que par les fans, qui le considèrent comme un retour aux sources, et l'un des meilleurs que Duran Duran ait réalisé. Il se classe rapidement en tête des plates-formes de téléchargement (numéro un dans quinze pays), tout comme son premier single, All You Need Is Now qui est suivi par deux autres singles que sont Girl Panic! et Leave a Light On. Le groupe annonce son All You Need Is Now Arena Tour fin janvier 2011, une tournée aux États-Unis en avril 2011 suivi de onze dates en Angleterre programmé pour mai-juin puis en Europe jusqu'en août mais Duran Duran est dans l'obligation d'annuler sa tournée anglais et européenne en raison des problèmes de voix de Simon Le Bon. Après cela, Duran Duran repart sur les routes avec une deuxième tournée en Amérique du Nord pour septembre et octobre.
En mars 2011, David Lynch filme et mixe leur concert diffusé en direct sur YouTube. L'opération est baptisée Unstaged et est sponsorisée par American Express pour la chaine Vevo. Des invités les rejoignent sur scène : Beth Ditto, Gerard Way, Kelis et Mark Ronson.
Le 8 novembre 2011, le clip de Girl Panic! est lancé. C'est la seconde vidéo de l'album All You Need Is Now. Elle regroupe les top models Yasmin Le Bon, Cindy Crawford, Naomi Campbell, Eva Herzigova et Helena Christensen et dure plus de 9 minutes et est tournée sous la direction du réalisateur suédois Jonas Åkerlund. La vidéo présente les top models jouant le rôle des 4 musiciens interviewés et sur scène, pendant que ceux-ci ont des rôles annexes, le tout entrecoupé de scènes trash censées représenter la vie du groupe. Les créateurs italiens Domenico Dolce et Stefano Gabbana y apparaissent. Le clip est interdit de diffusion par MTV et VH1, jugé trop sexuel (on y voit des filles ivres s'embrassant, à plusieurs reprises, quand d'autres semblent en plein coma éthylique…) et trop "publicitaire" (le clip est sponsorisé par Harper's Bazaar par tournée à l'Hôtel Savoy de Londres. 30 ans auparavant, c'est le clip Girls on Film qui avait été interdit. On peut d'ailleurs y voir des extraits de Girls on Film.
En début de juillet 2012, A Diamond in the Mind: Live 2011, concert enregistré le 16 décembre 2011 à la Manchester Evening News Arena, sort en CD, DVD et Blu-ray.
Le 27 juillet, au Hyde Park à Londres, le groupe joue pour la cérémonie des Jeux Olympiques de Londres. Ils y représentait l'Angleterre.
La fin de la tournée qui devait avoir lieu aux États-Unis et Canada est annulée après quelques concerts en raison d'une maladie de Nick Rhodes (claviers). C'est la fin du All You Need Is Now Arena Tour qui dure deux ans. En septembre 2012, John Taylor sort son autobiographie, In The Pleasure Groove: Love, Death & Duran Duran.

### Paper Gods,Future PastetDanse Macabre(depuis 2013)
Après une longue pause de plusieurs mois, Duran Duran, avec la collaboration de Mark Ronson, est de retour en studio à partir de mars 2013 pour son quatorzième album. Le 23 avril 2014, le groupe confirme sur son site officiel, que l'ancien guitariste des Red Hot Chili Peppers, John Frusciante travaille sur ce nouvel album. Nile Rodgers prend également part aux séances d'enregistrement.
Le 15 juin 2015, le groupe annonce le titre du nouvel album : Paper Gods. Le single Pressure Off est lancé le 19 juin 2015. L'album sort dans le monde le 11 septembre 2015 et contient des collaborations de Nile Rodgers, Mr Hudson, John Frusciante, l'actrice Lindsay Lohan ou encore Janelle Monáe,.
La pochette, composée de plusieurs petites vignettes, renvoie au passé du groupe : les lèvres peintes par Patrick Nagel pour l'album Rio, ainsi qu'un téléphone rose et une casquette de chauffeur qui est une allusion à la dernière chanson de l'album Rio, The Chauffeur. Le sumo, la silhouette féminine et le verre de champagne représentent le clip controversé du single Girls on Film, tiré du premier album du groupe. L'image du tigre rappelle le 3e album, Seven and the Ragged Tiger. Le cône de crème glacée est une référence au single Perfect Day, sur leur album de reprises Thank You. La version CD deluxe est vendue avec les autocollants à part, on peut ainsi créer sa propre pochette.
Le 18 mai 2021, Le groupe annonce un nouvel album, Future Past'. Le premier single, Invisible, est dévoilé le 19 mai 2021. L'album sort le 22 octobre 2021.
Fin août 2023, le groupe publie un nouveau single intitulé Danse Macabre, annonçant la sortie d'un album du même nom prévu en octobre pour Halloween,.

## Médias
Dans la série Glee, Blaine (Darren Criss) et son frère Cooper (Matt Bomer) chantent un mash-up des chansons Hungry Like The Wolf et Rio. Dans la série Charmed, pour retrouver sa sœur Prue sous l'emprise d'un démon, Piper essaie de lui rappeler des souvenirs et cite que toutes les deux, plus jeunes, avaient été voir le groupe en concert. Dans la série Lost Girl, Dyson chante et danse sur la chanson Hungry Like The Wolf devant Bo et Tamsin dans l'épisode 3 de la saison 3. Dans un épisode de la série Las Vegas, le groupe fait l'objet d'un week-end spécial au casino Montecito. Dans un épisode de la série Derek, Derek organise un spectacle ou une reprise d'une des chansons du groupe est réalisée lors d'une soirée à la maison de retraite.
Dans le film Sing Street, qui se déroule dans les années 80, la vidéo de Rio est diffusée à la télé et le frère de Conor lui explique en quoi elle est "un mélange parfait entre la musique et le visuel", alors que leur père critique le groupe. Duran Duran est mentionné à plusieurs reprises dans le film Ready Player One de Steven Spielberg : une première fois lorsque le héros essaye une tenue identique à celle des membres du groupe, puis une seconde fois par l'antagoniste Nolan Sorrento dans une tentative de prouver sa passion pour la pop-culture.
L'opening de l'anime Speed Grapher utilise une version courte de Girls on Film. Leur morceau All You Need is Now est la musique de la publicité Dior Addict by Kate Moss.

## Membres

### Membres
- Simon Le Bon - chant (depuis 1980)
- Nick Rhodes - claviers, synthétiseur (depuis 1978)
- John Taylor - basse, chœurs (1979–1997, depuis 2001), guitares (1978–1980)
- Roger Taylor - batterie (1979–1986, 1994, depuis 2001)

### Anciens membres
- Stephen Duffy - chant, batterie (1978–1979), basse (1978)
- Simon Colley - basse (1978–1980)
- Andy Wickett - chant (1979–1980)
- Alan Curtis - guitares (1979–1980)
- Jeff Thomas - chant (1980)
- Andy Taylor - guitares, chœurs (1980–1986, 2001–2006)
- Warren Cuccurullo - guitares, chœurs (1989–2001)
- Sterling Campbell - batterie (1989–1991)

### Musiciens de tournée
- Dom Brown - guitares, chœurs (depuis 2006)
- Wes Wehmiller - basse, chœurs (1997–2001)
- Warren Cuccurullo - guitares, chœurs (1986–2001)
- Steve Ferrone – batterie (1987–1988)
- Sterling Campbell - batterie (1989)

## Discographie
- 1981 : Duran Duran
- 1982 : Rio
- 1983 : Seven and the Ragged Tiger
- 1986 : Notorious
- 1988 : Big Thing
- 1990 : Liberty
- 1993 : Duran Duran (surnommé The Wedding Album pour le différencier du premier album homonyme du groupe)
- 1995 : Thank You
- 1997 : Medazzaland
- 2000 : Pop Trash
- 2004 : Astronaut
- 2007 : Red Carpet Massacre
- 2010 : All You Need Is Now
- 2015 : Paper Gods
- 2021 : Future Past
- 2023 : Danse Macabre

## Vidéographie

### VHS
- Duran Duran Video 45 (1982)
- Duran Duran (1983)
- Dancing on the Valentine (octobre 1984)
- Sing Blue Silver (1984)
- Arena (An Absurd Notion) (1984)
- The Making of Arena (1984)
- Three to get Ready (octobre 1986)
- Working for the Skin Trade (1987)
- 6ix by 3hree (1989)
- Decade (best of) (novembre 1989)
- Extraordinary World (1994)
- Greatest (1998)

### DVD
- Greatest (4 novembre 2003) (DVD de Platine)
- Arena (An Absurd Notion) (4 mai 2004)
- Sing Blue Silver (4 mai 2004)
- Live from London (1er novembre 2005) (no 5 Royaume-Uni, no 5 Italie, no 7 Canada, no 9 États-Unis)
- Rio (classic album) (27 octobre 2008)
- Live at Hammersmith '82! (21 septembre 2009)
- A Diamond in the Mind: Live 2011 (3 juillet 2012)

## Récompenses
- 6 disques de platine
- 3 multi disques de platines
- 9 disques d'or
- 1 Grammy Award pour du meilleur clip (1984)
- 1 Grammy Award pour la meilleure vidéo long format (1984)
- 1 MTV Award For Innovation pour All She Wants Is
- 1 étoile sur le Hollywood Walk of Fame (États-Unis)
- 1 Ivor Novello Award pour Ordinary World
- 1 Lifetime Achievement Award (2003)
- 1 MTV Video Music Award
- 1 Q Magazine Lifetime Achievement Award (2003)
- 1 Outstanding Contribution To Music Award (2004)
- 1 Greatest est certifié DVD de platine
- 1 Life Achievement Award (2004)
- 1 Onda Award (Espagne)
- 1 Oustanding Contribution To British Music (Royaume-Uni)
- 1 Spotify Royaume-Uni Silver Clef Lifetime Achievement Award (2015)
- Duran Duran a eu 18 singles au Billboard Hot 100 et 30 singles dans le Top 40 des Charts au Royaume-Uni à ce jour.
- Duran Duran est 41e des ventes de singles de tous les temps au Royaume-Uni.
- Duran Duran est 69e dans le Top 100 des artistes de tous les temps ayant passé le plus de semaines dans les charts britanniques.
- Hungry Like The Wolf est classé 50e meilleure chanson de tous les temps sur 500.
- Rio est classé 24e meilleur album britannique de tous les temps (en février 2008)
- La vidéo de Rio est nommée plus grande vidéo musicale britannique de tous les temps (en septembre 2008)
- Rio est la 5e' meilleure vente d'album en Angleterre de l'année 1982.
- La vidéo de Wild Boys est élue meilleure vidéo britannique de l'année.

## Tournées
- Early Gigs (1979-1980 : première tournée du groupe en Europe uniquement. Duran Duran est passé par l'Angleterre et l'Écosse. Au total, 29 concerts principalement dans la ville de Birmingham.
- Royaume-Uni Tour (1980-1981) : le groupe fait 25 concerts à travers l'Angleterre, l'Écosse et l'Irlande dont 17 en première partie d'Hazel O'Connor. ils passent dans des villes comme Londres, Manchester, Liverpool, Dublin…
- Faster Than Light Tour (1981) : première tournée mondiale de Duran Duran. Au total, 35 représentations ont été données par le groupe à travers l'Europe et l'Amérique du Nord. ils sont par exemple passé à Bruxelles, Amsterdam, Paris, Los Angeles, New York, etc.
- Careless Memories Tour (1981) : tournée uniquement en Angleterre. Au total, 17 concerts.
- Rio Tour (1982) : tournée passant par l'Amérique du Nord, l'Europe et pour la première fois par l'Australie et le Japon. Au total, 89 concerts dont 13 en première partie de Blondie. Ils passent notamment par Sydney, Tokyo, Washington, Montréal, Chicago, Paris, Stockholm, Helsinki, Copenhague, Lisbonne, Glasgow, Liverpool, Hambourg, etc.
- Sing Blue Silver Tour (1983-1984) : tournée de 77 dates passant par l'Australie, l'Angleterre, le Japon et l'Amérique du Nord.
- Strange Behaviour Tour (1987) : tournée passant par le Japon, l'Europe, l'Amérique du Nord et pour la première fois en Amérique du Sud (Porto Rico et le Brésil). Au total, 101 concerts dont 9 (USA et Canada) en première partie de David Bowie. Duran Duran passe notamment par Tokyo, Bruxelles, Oslo, Berlin, Rotterdam, Vienne, Londres, Madrid, Barcelone, Milan, Rome, New York, San Juan, Toronto, Rio, Sao Paulo. En France, le groupe donne 6 concerts dans les villes de Paris (2 dates à Bercy), Lille, Lyon, Fréjus et Toulouse.
- Caravan Club Tour (1988) : tournée de 11 concerts uniquement en Amérique du Nord.
- Big Live Thing Tour (1988) : tournée en 2 parties : européenne et Américaine. Au total, 44 dates. En France, le groupe donne deux concerts à Paris, le premier, à La Locomotive sous le nom de « The Krush Brothers », et le second deux jours plus tard à Bercy.
- Electric Theatre Tour (1989) : tournée de 38 dates passant par la Corée, le Japon, les Philippines, Taiwan, les États-Unis, l'Angleterre et l'Écosse. En été, le groupe fera quelques festivals en Europe.
- An Acoustic Evening With Duran Duran Tour (1993) : tournée acoustique de 38 dates passant par l'Europe, l'Amérique du Nord, l'Amérique du Sud et pour la première fois par les Émirats arabes unis et l'Afrique du Sud. En France, un concert à Paris à la Cigale.
- No Ordinary Tour (1993-1994) : tournée mondiale de 95 dates passant par l'Europe, l'Amérique du Nord et du Sud, ainsi que l'Asie. Ils passeront par la France pour une seule date au Zénith de Paris.
- Thank You Tour (1995) : tournée passant en Europe et en Amérique du Nord. Au total, 27 représentations.
- Ultra Chrome, Latex and Steel Tour (1997) : tournée de 21 concerts uniquement aux États-Unis et Canada et une seule date à Porto Rico.
- Greatest And Latest Tour (1998) : tournée de 10 concerts uniquement en Angleterre.
- Let It Flow Tour (1999) : tournée de 34 dates aux États-Unis, Irlande et Angleterre.
- Pop Trash Tour (2000-2001) : tournée de 52 dates, principalement aux États-Unis, mais avec quelques dates au Canada, Écosse, Angleterre et pour la première fois en Europe de l'Est. ils visitent notamment Zagreb, Kiev, Moscou, St Petersbourg, etc.
- Close Up Tour (2001) : tournée de 26 représentations aux États-Unis, trois au Japon et une en République Dominicaine.
- The 25th Anniversary 78-03 Reunion Tour (2003) : tournée passant par le Japon, l'Amérique du Nord, l'Angleterre, la Nouvelle-Zélande, Singapour et l'Australie. Au total, 41 concerts dont quatre en première partie de Robbie Williams pour la Nouvelle-Zélande et l'Australie.
- The Homecoming Tour (2004) : tournée de 17 dates en Angleterre, dont cinq au Wembley Arena de Londres à guichet fermé.
- Astronaut Tour (2005) : tournée mondiale de 98 concerts. Duran Duran passent par l'Amérique du Nord, l'Amérique du Sud, l'Europe et le Japon. En France, le groupe passe par le Zénith de Paris.
- Mini Tour (2006) : plus de 15 dates. Six en Europe (Pologne, Slovaquie, Serbie, Roumanie, Bulgarie, Grèce), et neuf aux États-Unis.
- Red Carpet Massacre Promo Tour (2007) : Tournée pour promouvoir la sortie du nouvel album Red Carpet Massacre. Au total 19 représentations. Seize concerts aux États-Unis dont dix concerts au Barrymore Theatre de New York, un en Argentine (Buenos Aires), un en Angleterre (Londres), 1 en Irlande (Dublin).
- Red Carpet Massacre Tour (2008) : tournée en cinq parties. Une première de 14 dates en Océanie-Asie (Nouvelle-Zélande, l'Australie, l'Indonésie, les Philippines, le Japon, la Corée, Costa Rica), une deuxième de 22 dates aux États-Unis, une troisième de 22 dates en Europe, une quatrième de 12 dates en Amérique du Sud (Pérou, Argentine, Chili, Colombie, Venezuela, Panama, Brésil, Mexique) et une cinquième de 11 dates en Amérique du Nord (États-Unis et Canada). Au total 81 concerts à travers le monde.
- Summer Tour (2009) : Mini tournée d'été de huit dates passant par la Russie, les États-Unis, l'Écosse et l'Angleterre.
- All You Need Is Now Tour (2011-2012) : 22 dates en Amérique du Nord en mars/avril suivies de onze dates en Angleterre entre mai et juin, puis en Europe pour juin - juillet - août avec 33 dates. Mais la tournée anglaise ainsi qu'européenne est annulée à cause de problèmes vocaux de Simon Le Bon. La tournée reprend en septembre/octobre en Amérique du Nord pour 24 dates suivies par la tournée Anglaise reportée en décembre. Une petite partie (8 dates) de la tournée européenne est reprogrammée en janvier 2012. Elle se poursuit en mars avec 10 concerts en Océanie-Asie (Singapour, Hong-Kong, Australie) suivis de 6 dates en Amérique du Sud (Brésil, Argentine, Chili) fin avril début mai. Fin juin-juillet. Suite et fin de la tournée en Europe avec 15 dates suivi en août avec 15 dates aux États-Unis et 2 au Canada pour la fin de la tournée mondiale. La fin de la tournée est annulée après 11 concerts aux États-Unis en raison d'une maladie de Nick Rhodes (claviers). La tournée aura durée 2 ans avec un total de 107 concerts à travers le monde.
- Paper Gods Tour (2015-2016) : mini-tournée aux États-Unis en septembre/octobre suivi de 11 dates en Angleterre novembre/décembre 2015.